# Терапија конверзије
Конверзиона терапија представља псеудонаучну праксу покушаја да се промени сексуална оријентација или родни идентитет појединца како би се уклопио у хетеросексуалне и цисродне норме. Овакве праксе су у констрасту са медицином заснованом на науци и сматрају хомосексуалност и родне неусаглашености неприроднима или нездравима. Постоји научни консензус да терапија конверзије не постиже свој циљ и да често чини велику и трајну психолошку штету особама које су јој подвргнуте.
Честе методе терапије конверзије су саветовање, визуализација, тренинг друштвених способности, психоаналитичка терапија и душевне интервенције. Неке друге методе су лоботомија, хемијска кастрација са хормонским третманом, мастурбаторно преусловљавање и аверзивне терапије као што су електрошокови на рукама и/или гениталијама или дроге које изазивају бол које се дају у исто време као хомоеротични стимуланс.
Број власти које забрањују терапију конверзије се стално повећава. Ова терапија може се сматрати и преваром, а експерти је описују као мучење и окрутно, нехумано и деградирајуће понашање.
Америчка асоцијација психијатара (ААП) подстиче Закон који би забранио психијатријско лечење „на основу априорне претпоставке да су различите сексуалне оријентације и родни идентитети менталне болесни и да би требало да се промене” и описује покушаје практичара да промене сексуалну оријентацију особе као неетичке. Године 2015. Америчко удружење психолога и Управа за злоупотребу психоактивних супстанци и услуге менталног здравља сарађивали су на извештају у којем се наводи да је „конверзиона терапија — настојања да се промени сексуална оријентација, родни идентитет или родно изражавање појединца — пракса која није подржана веродостојним доказима, а одбацили су је стручњаци за бихејвиорално здравље и удружења. Конверзиона терапија одржава застареле погледе на родне улоге и идентитете, као и негативан стереотип да је бити сексуална или родна мањина или идентификовати се као ЛГБТК+ ненормалан аспект људског развоја.”